# ويلهلم إرنست
ويلهلم إرنست (بالألمانية: Wilhelm Ernst)‏ هو لاعب شطرنج ألماني، ولد في 25 أغسطس 1905 في غلزنكيرشن في ألمانيا، وتوفي بنفس المكان في 23 يوليو 1952.

## وصلات خارجية
- ويلهلم إرنست على موقع مباريات الشطرنج (الإنجليزية)
- ويلهلم إرنست على موقع 365Chess.com (الإنجليزية)
- ويلهلم إرنست على موقع Chesstempo.com (الإنجليزية)